# فشار تکلم
در روان‌شناسی به گرایش فرد به سخن گفتن تند و بی‌امان به طوری که گویا فرد برای شتابان‌گویی فوریتی حس می‌کند که چنان فوریتی برای شنونده آشکار نیست، فشار تکلم یا فشار گفتار (انگلیسی: Pressure of speech) می‌گویند.
در این حالت، تکلم بیمار بقدری سریع و برانگیخته است که انگار فرد در درون خود مجبور به بیان سیلی از تک‌گویی بدون توقف است در واقع انفجاری صحبت می‌کند، مثلاً بیمار وسط جمله مکثی می‌کند، نفس بلندی می‌کشد بعد باقی جمله را به جمله بعدی وصل می‌کند و مجال تداخل را از شنونده می‌گیرد.